# Saran (Distrikt)
Der Distrikt Saran (Hindi सारण ज़िला, Urdu سارن ضلع) ist ein Distrikt im indischen Bundesstaat Bihar. Sitz der Verwaltung ist die Stadt Chhapra.

## Geographie und Klima

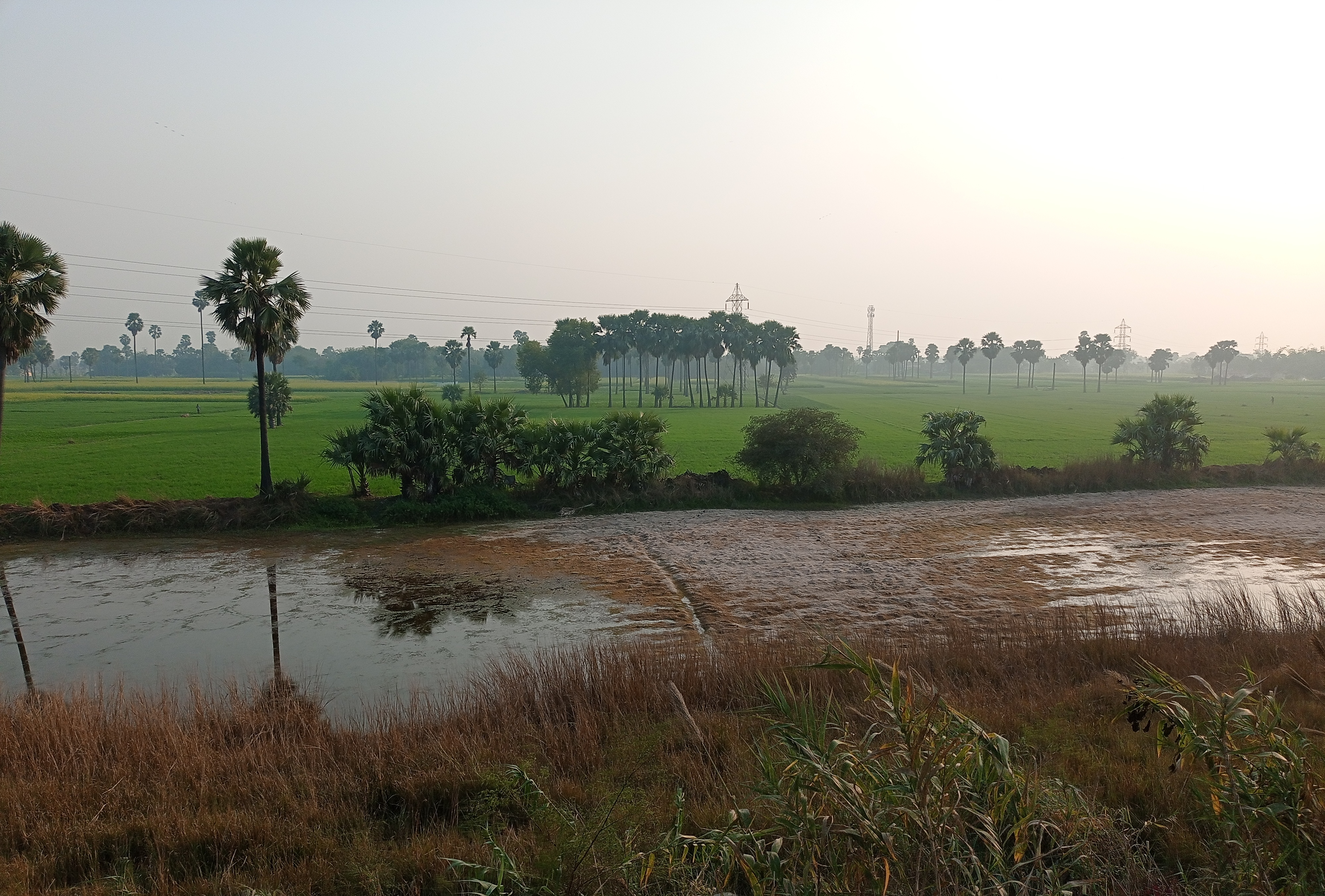
Reisfelder im Distrikt Saran

Der Distrikt liegt im Westen Bihars an der Grenze zum Bundesstaat Uttar Pradesh (Distrikt Ballia). Die südliche Distriktgrenze wird vom Ganges gebildet und die östliche Grenze vom Fluss Gandak. Die angrenzenden Distrikte sind im Osten Vaishali, im Nordosten Muzaffarpur, im Norden Gopalganj, im Nordosten Siwan und im Süden Bhojpur sowie Patna.
Das Ortsklima ist durch den Südwestmonsun geprägt, der von Mitte Juni bis Ende September etwa 80 Prozent des Jahresniederschlags von durchschnittlich 837 mm mit sich bringt. Der Winter beginnt Mitte Oktober und die tiefsten Temperaturen werden mit etwa 7 °C im Januar erreicht. Der Sommer kündigt sich mit westlichen Winden und Staubstürmen ab Mitte März an. Der Mai ist mit Maximaltemperaturen bis 46 °C der heißeste Monat des Jahres. Die mittlere Luftfeuchtigkeit ist am niedrigsten im April und am höchsten im August.

## Geschichte

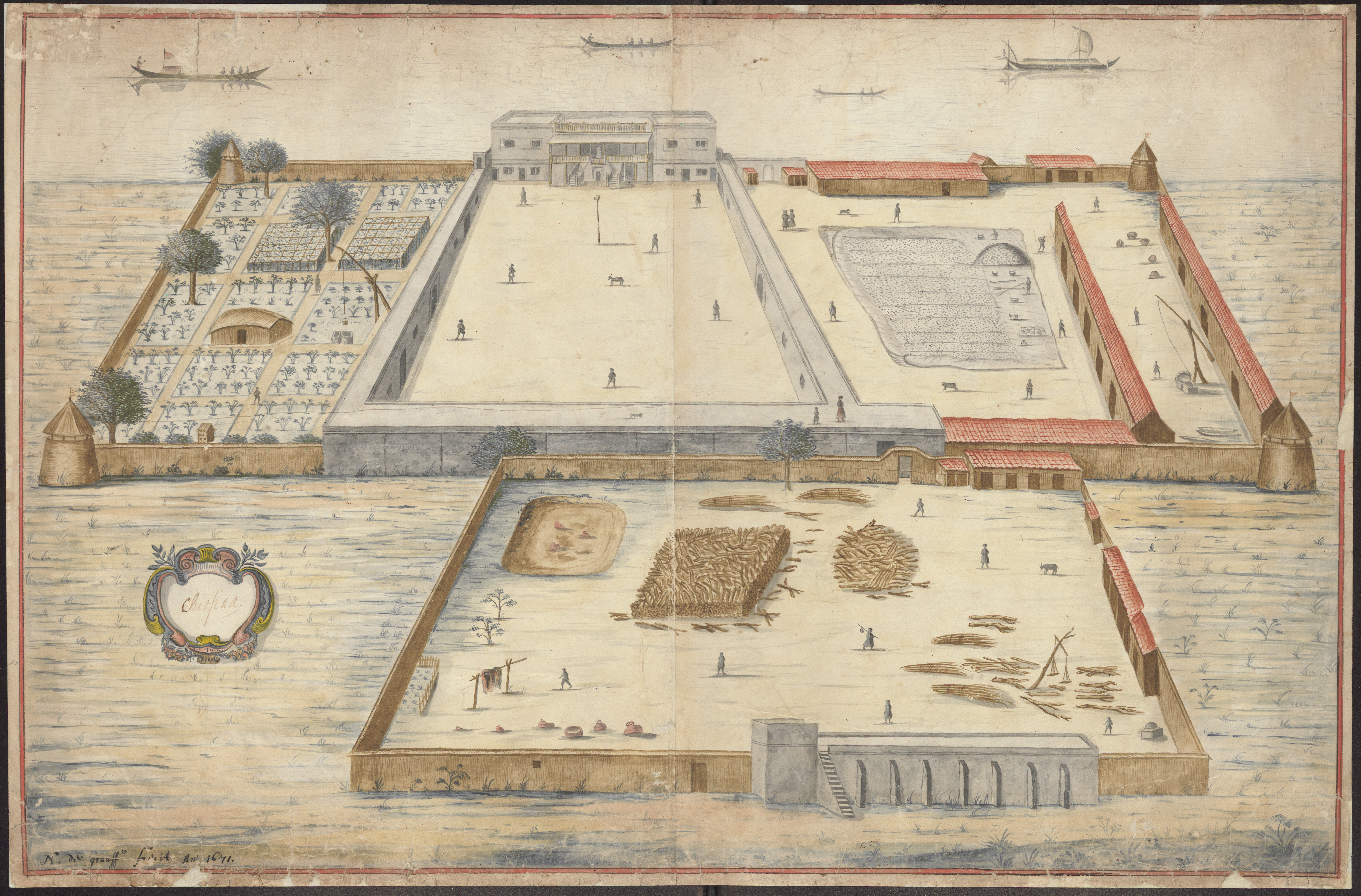
Niederländische Faktorei für Salpeter in Chhapra (Darstellung von Nicolaas de Graaff, 1671)

Die ersten Europäer, die im Gebiet von Saran Handel trieben, waren Kaufleute der Niederländischen Ostindien-Kompanie. Diese errichteten um das Jahr 1666 in Chhapra ein Depot und eine Faktorei für den Salpeterhandel. Die Niederländer wurden später durch die Briten abgelöst. Das Gebiet Bihars kam in den Jahren nach Schlacht bei Buxar 1765 unter die zunächst indirekte und später direkte Kontrolle der Britischen Ostindien-Kompanie und wurde administrativ zunächst als Sarkar Saran verwaltet. Während der britischen Kolonialherrschaft wurde die Region wiederholt von Hungersnöten heimgesucht (1770, 1783, 1866, 1874, 1897). Der Distrikt war in den Indischen Aufstand von 1857 involviert. 1866 wurde der Distrikt Champaran abgetrennt. Danach blieben die Distriktgrenzen Sarans zunächst weitgehend unverändert (Distriktfläche in Quadratmeilen nach offiziellen Angaben 1901: 2674, 1951: 2678). Kleinere Änderungen ergaben sich aufgrund der variierenden Flussläufe, die zum Teil die Distriktgrenzen bildeten. Im unabhängigen Indien (ab 1947) kam der Distrikt zum Bundesstaat Bihar. Im Jahr 1972 wurden die drei Subdivisionen des alten Distrikts Saran (Saran, Siwan and Gopalganj) als eigene Distrikte konstituiert. Die Distriktfläche Sarans reduzierte sich dadurch von 6.952 km² (Zensus 1971) auf 2.641 km² (Zensus 2011).
Im Jahr 2011 war der Distrikt in drei Subdivisionen eingeteilt: Marhaura, Chapra Sadar und Sonepur.

## Bevölkerung
Die Einwohnerzahl lag bei der Volkszählung 2011 bei 3.951.862. Die Bevölkerungswachstumsrate im Zeitraum von 2001 bis 2011 betrug 21,64 % und war damit sehr hoch. Saran hatte ein Geschlechterverhältnis von 954 Frauen pro 1000 Männer und damit einen deutlichen Männerüberschuss. Der Distrikt wies eine Alphabetisierungsrate von 65,96 % auf, was einer Steigerung um knapp 14 Prozentpunkte gegenüber dem Jahr 2001 entsprach. Die Alphabetisierung lag damit über dem Durchschnitt Bihars (61,8 %), aber unter dem nationalen Durchschnitt (74,0 %). 89,4 % der Bevölkerung waren Hindus und 10,3 % Muslime. Im Distrikt ist die Sprache Bhojpuri verbreitet.
Lediglich 8,9 % der Bevölkerung lebten 2011 in Städten. Die größte Stadt war Chhapra mit 193.193 Einwohnern.

## Wirtschaft
Die Landwirtschaft bildet die wirtschaftliche Basis. Angebaut werden Reis, Weizen, Zuckerrohr, Kartoffeln und Mais. Örtliche Gewerbebetriebe sind überwiegend mit der Verarbeitung landwirtschaftlicher Produkte befasst (z. B. Zuckermühlen). In Sonpur findet alljährlich im November und Dezember der größte Viehmarkt in Indien, die Sonpur Mela statt.